# Stazione di Genzano
La stazione di Genzano è una stazione ferroviaria della ferrovia Altamura-Avigliano-Potenza, gestita dalle Ferrovie Appulo Lucane. Serve il comune di Genzano di Lucania, in provincia di Potenza.